# Europsko prvenstvo u odbojci za žene – Njemačka i Švicarska 2013.
Europsko prvenstvo u odbojci za žene – Njemačka i Švicarska 2013.  je bilo 28. izdanje europskog odbojkaškog prvenstva za žene koje se od 6. rujna do 14. rujna 2013. održavalo u Njemačkoj i Švicarskoj.  

### Gradovi domaćini
Turnir je održan u četiri gradu u Njemačkoj (Halle, Dresden, Schwerin, Berlin) i jednom u Švicarskoj (Zürich). Polufinala i finale su igrani u Berlinu. 

## Sudionici
| - Švicarska (domaćin) - Njemačka (domaćin) - Srbija (izravan plasman na temelju rezultata s prvenstva 2011. godine) - Turska (izravan plasman na temelju rezultata s prvenstva 2011. godine) - Italija (izravan plasman na temelju rezultata s prvenstva 2011. godine) - Poljska (izravan plasman na temelju rezultata s prvenstva 2011. godine) - Rusija (izravan plasman na temelju rezultata s prvenstva 2011. godine) - Azerbajdžan (prvenstvo izborili kroz kvalifikacije) |  | - Bjelorusija (prvenstvo izborili kroz kvalifikacije) - Belgija (prvenstvo izborili kroz kvalifikacije) - Bugarska (prvenstvo izborili kroz kvalifikacije) - Hrvatska (prvenstvo izborili kroz kvalifikacije) - Češka (prvenstvo izborili kroz kvalifikacije) - Francuska (prvenstvo izborili kroz kvalifikacije) - Nizozemska (prvenstvo izborili kroz kvalifikacije) - Španjolska (prvenstvo izborili kroz kvalifikacije) |

## Konačni poredak
| \| Plasman \| Momčad \| \| ------- \| ----------- \| \| \| Rusija \| \| \| Njemačka \| \| \| Belgija \| \| 4 \| Srbija \| \| 5 \| Hrvatska \| \| 5 \| Italija \| \| 5 \| Turska \| \| 5 \| Francuska \| \| 9 \| Nizozemska \| \| 9 \| Češka \| \| 9 \| Poljska \| \| 9 \| Bjelorusija \| \| 13 \| Bugarska \| \| 13 \| Švicarska \| \| 13 \| Azerbajdžan \| \| 13 \| Španjolska \| - Europsko prvenstvo u odbojci za žene – Italija i Srbija 2011. - Službena stranica prvenstva |             |
| Plasman | Momčad      |
| | Rusija      |
| | Njemačka    |
| | Belgija     |
| 4 | Srbija      |
| 5 | Hrvatska    |
| 5 | Italija     |
| 5 | Turska      |
| 5 | Francuska   |
| 9 | Nizozemska  |
| 9 | Češka       |
| 9 | Poljska     |
| 9 | Bjelorusija |
| 13 | Bugarska    |
| 13 | Švicarska   |
| 13 | Azerbajdžan |
| 13 | Španjolska  |